# 拉纳维尔沃尔
拉纳维尔沃尔（法語：La Neuville-Vault）是法国瓦兹省的一个市镇，属于博韦区（Beauvais）博韦西地区马尔塞尔县（Marseille-en-Beauvaisis）。该市镇总面积4.52平方公里，2009年时的人口为176人。

## 人口
拉纳维尔沃尔人口变化图示